# Strangalia fortunei
Strangalia fortunei là một loài bọ cánh cứng trong họ Cerambycidae.